# Плахино (Рязанский район)
Плахино — деревня в Рязанском районе Рязанской области. Входит в Льговское сельское поселение.

## География
Находится в северо-западной части Рязанской области на расстоянии приблизительно 13 км на юго-восток по прямой от вокзала станции Рязань I.

## История
В 1897 году здесь было учтено 28 дворов.

## Население
Численность населения: 199 человек (1897 год), 19 в 2002 году (русские 100 %), 21 в 2010.